# 斑点雀鲷
斑点雀鲷（学名：Pomacentrus stigma）为輻鰭魚綱鱸形目雀鲷科雀鲷属的鱼类，俗名泰布拉雀鲷。分布于西太平洋菲律宾以及台湾南端等，深度2至15公尺，本魚體呈橢圓形且側扁，吻短圓鈍，體被櫛鱗，體色灰色至灰黃色，腹部顏色較淡，臀鰭灰色，軟條部具一大黑斑，背鰭硬棘14枚、背鰭軟條13-14枚、臀鰭硬棘2枚、臀鰭軟條14-15枚，體長可達13公分，主要栖息于外海珊瑚礁上缘处，以浮游生物為食，可做為觀賞魚。该物种的模式产地在菲律宾。